# Ignác Darányi

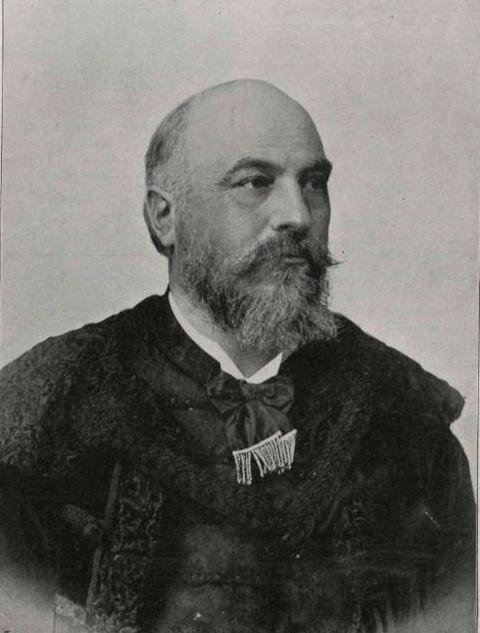
Ignác Darányi

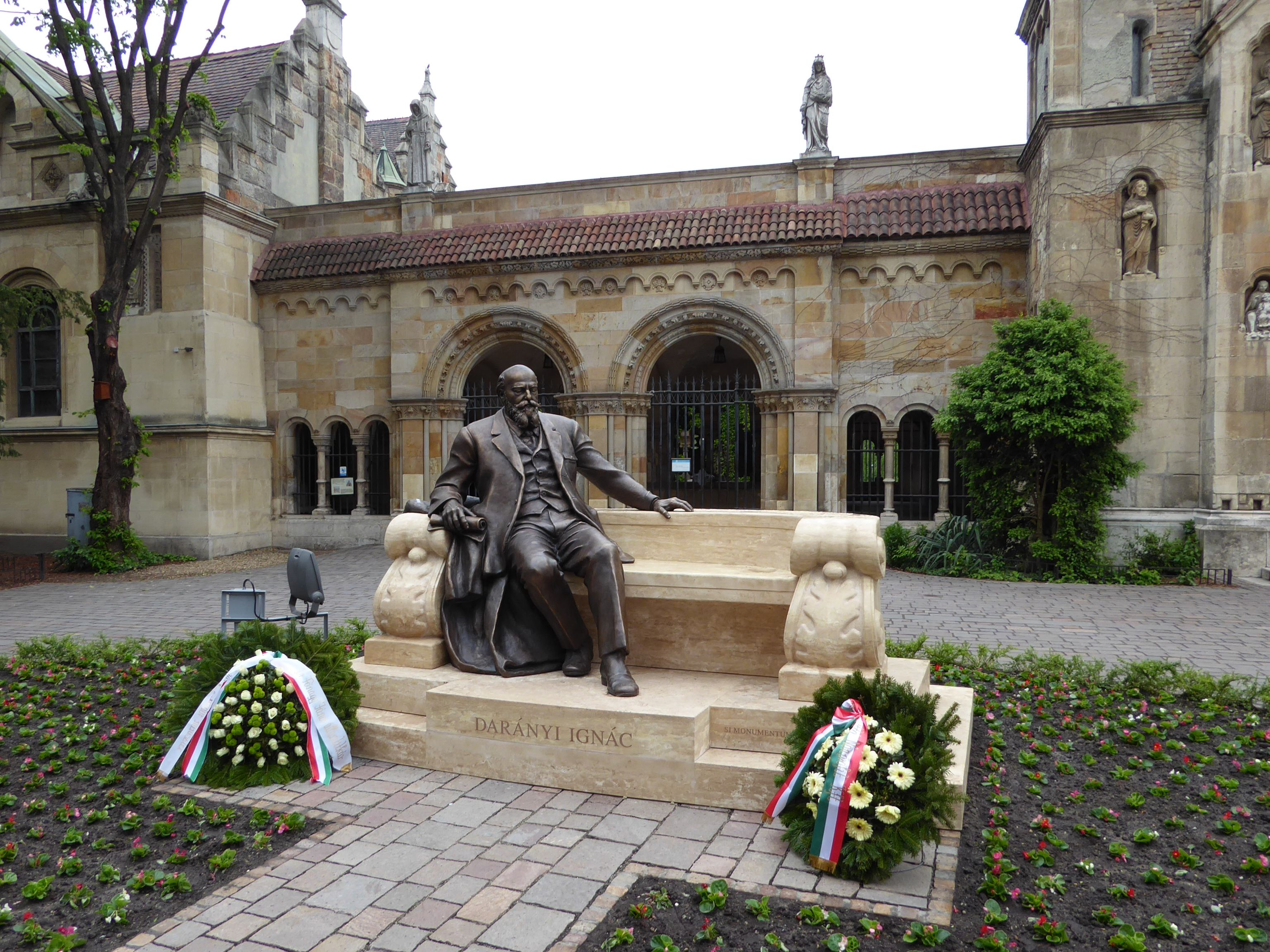
Statue in Budapest

Ignác (Ignaz) Darányi von Pusztaszentgyörgy und Tetétlen (* 15. Januar 1849 in Buda; † 27. April 1927 in Budapest) war ein ungarischer Agrarpolitiker und langjähriger Ackerbauminister.

## Leben
Darányi stammt aus einer aus Kecskemét stammenden reformierten Adelsfamilie. Er besuchte die Schule in Buda und studierte Jura in Pest und promovierte 1874. 1881 wurde er als Mitglied der Liberalen Partei für den Wahlbezirk Budapest II in den ungarischen Reichstag gewählt. Er beteiligte sich dort besonders an der Ausarbeitung des Theiß- und Wasserschutzgesetzes. 1893 wurde er Vizepräsident der Liberalen Partei und 1895 Vizepräsident des Repräsentantenhauses.
Im gleichen Jahr wurde er Ackerbauminister im Kabinett von Dezső Bánffy und behielt seinen Posten auch in den Kabinetten von Kálmán Széll, Károly Khuen-Héderváry bis 1903. Im Jahr darauf verließ er mit Gyula Andrássy d. J. die Liberale Partei und war Mitgründer der Verfassungspartei (Alkotmánypárt). 1906 wurde er erneut im Kabinett von Sándor Wekerle Ackerbauminister. In seiner Amtszeit als Minister gab es in den 1890er Jahren zahlreiche Unruhen, die Darányi mit dem Gesindegesetz (auch Sklavengesetz genannt), welches den Landarbeitern das Recht zu streiken nahm und feudale Dienstpflichten und das Züchtigungsrecht einführte, dämpfen wollte. Da daraus aber Auswanderungswellen der Landarbeiter nach Übersee resultierten, beschloss Darányi einige soziale Reformen, die das Leben der Landarbeiter wieder verbessern sollten. Er führte das Genossenschaftswesen, die Unfallversicherung und die Pensionskasse ein und regelte die Arbeitszeit per Gesetz. In seiner Amtszeit entstanden mehrere landwirtschaftliche Institute und 1907 das Landwirtschaftsmuseum in Budapest.